# Es Devlin
Esmeralda Devlin, detta Es (Kingston upon Thames, 21 settembre 1971), è un'artista, scenografa e costumista britannica.

## Biografia
Dopo aver conseguito la laurea in letteratura inglese all'Università di Bristol, Es Devlin ha studiato belle arti alla Central Saint Martins, specializzandosi come scenografa. Dopo un periodo al Bush Theatre, nel 1998 ha ottenuto un primo successo quando Trevor Nunn l'ha voluta come scenografa del suo allestimento di Tradimenti al National Theatre. Da allora ha lavorato regolarmente come scenografa e costumista a Londra e Broadway, ricevendo tre Premi Laurence Olivier e vincendo il Tony Award alla miglior scenografia di un'opera teatrale nel 2022 per Lehman Trilogy.
È sposata con lo scenografo Jack Galloway e la coppia ha avuto due figli.